# Cynoglossus monodi
Cynoglossus monodi es una especie de pez de la familia Cynoglossidae en el orden de los Pleuronectiformes.

## Distribución geográfica
Se encuentran desde las  costas de Mauritania hasta las del República del Congo.